# Pièce de 100 francs Marie Curie
Pour les articles homonymes, voir 100 francs.

La pièce de 100 francs français Marie Curie est une pièce commémorative française gravée par Raymond Corbin émise en 1984 à l'occasion du 50e anniversaire de la mort de la scientifique.

## Description
Sur l'avers, on voit les deux prix Nobel obtenu par Marie Curie : physique et chimie.
Sur le revers, se trouve un portrait de Marie Curie.

## Frappes
| Millésime | Tirage    | Remarques       |
| --------- | --------- | --------------- |
| 1984      | -         | essai           |
| 1984      | 1 000     | Flan bruni      |
| 1984      | 3 951 400 | frappe courante |

## Sources
- Monnaies françaises de René Gadoury, édition 1993